# EBiblio
eBiblio és un servei que fa possible el préstec de continguts digitals a tots els usuaris amb carnet de les biblioteques públiques de l'Estat espanyol. Es pot accedir a aquests continguts a través de diferents dispositius: ordinadors personals, lectors de llibres electrònics, tauletes o telèfons intel·ligents. El servei l'ha promogut el Ministeri d'Educació, Cultura i Esports d'Espanya en col·laboració amb les comunitats autònomes i ofereix obres de ficció i de no-ficció tant per a públic infantil com adult.

## Història
L'aparició dels ebooks o llibres electrònics va sorgir en la dècada dels noranta. Amb açò, va aparèixer un nou repte per a les biblioteques quant als nous continguts digitals. Les biblioteques dels Estats Units van ser les primeres a utilitzar plataformes de préstec d'aquest tipus i les primeres impulsores de plataformes d'aquest tipus. Els primers intents per a engegar un servei de préstec de continguts digitals en biblioteques públiques es van originar en 2010. Sobre 2011, el Ministeri de Cultura, a través de la sotsdirecció general de coordinació bibliotecària, duc a terme un projecte basat en dues perspectives. D'una banda, potenciar la popularització de l'ús d'equips de lectura i per un altre, l'ús de llibres electrònics en les Biblioteques públiques de l'Estat (BPE). A la fi d'aqueix any, el Ministeri va adquirir 667 dispositius de lectura (e-readers) amb una col·lecció d'obres de domini públic, posant-les a la disposició de diverses BPES. El projecte va servir per a familiaritzar-se amb l'ús de continguts digitals en unitats d'informació com les biblioteques. Va ser també en 2011, quan van sorgir els primers serveis de préstec en biblioteques d'abast autonòmic i local. En 2013 el Ministeri d'Educació, Cultura i Esport va decidir iniciar un projecte ambiciós d'àmbit nacional que aconseguí donar un impuls definitiu a aquest tipus de préstec en les biblioteques públiques espanyoles, naixent així eBiblio.

## Projecte
La Secretaria d'Estat de Cultura del MECD va contractar en 2013 per procediment obert una garantia per a l'adquisició de llicències d'ús de llibres electrònics per al seu préstec, a través de biblioteques públiques. Aquest contracte corresponia al desenvolupament del Pla estratègic general 2012-2015. La plataforma s'integra amb els sistemes de gestió documental de les comunitats autònomes, en un servei web que garanteix la protecció de dades personals. eBiblio facilita el préstec de llicències de continguts digitals als usuaris amb carnet de biblioteca. El cost del projecte va ser assumit íntegrament en 2014 pel MECD.

## Servei i requisits de funcionament
Quant al servei, és accessible 24 hores al dia, 365 dies a l'any. Requereix disposar d'un dispositiu de lectura compatible amb els formats de publicació i accés a internet, a més de carnet de biblioteca així com correu electrònic. Facilita l'accés al catàleg de títols per a escollir-los per al préstec en format digital (EPUB i PDF), per a ser llegits en qualsevol dispositiu electrònic. A través de la pàgina web d'eBiblio de cada Comunitat l'usuari pot navegar entre una variada oferta de continguts o procedir a la cerca d'una obra per títol, autor, matèria, ISBN, etc. Una vegada localitzada l'obra escollida, pot accedir a la informació sobre la mateixa i conèixer la seua disponibilitat (immediata o en reserva).
Aquest servei permet les opcions de devolució normal, ràpida, renovació i cancel·lació de reserva. Respecte a la devolució, es disposa d'un termini de 21 dies naturals. Una vegada prestat, es permet restituir el préstec en dues hores, sense consumir la llicència. Després de consumir els dies de llicència, el llibre electrònic deixa d'estar accessible en els dispositius.
Cada usuari obté un compte en la qual se li facilita el seguiment dels seus llibres prestats i reserves. Des del 8 d'octubre de 2015, hi ha hagut alguns canvis en la plataforma tecnològica de préstec de llibres electrònics amb una app pròpia per a Android i per a IOS, anomenada eBiblio sense identificació territorial per comunitat autònoma.

## Difusió
Després de la seua presentació en 2014, eBiblio es va difondre àgilment a través dels mitjans de comunicació en l'àmbit local, regional i nacional. En premsa, ràdio, televisió així com en les xarxes socials. D'altra banda, per a ajudar a la seua difusió, la Subdirecció General de Coordinació Bibliotecària va elaborar un vídeo promocional. de presentació que pots ser consultat en el canal YouTube de la Secretaria de l'Estat de Cultura.